# Prenam Pesse
Prenam Pesse (sinh ngày 31 tháng 12 năm 1997) là một vận động viên chạy nước rút Togo chuyên về 200 mét.
Thành công lớn nhất của cô là lọt vào bán kết tại Đại hội Thể thao Đoàn kết Hồi giáo 2017. Cô cũng đã tham dự Giải vô địch châu Phi 2012 (200 m), Thế vận hội châu Phi 2015 (100 và 200 mét, Giải vô địch châu Phi 2016 (100 và 200 mét, Thế vận hội mùa hè 2016 (100 m), trong đó cô đứng thứ 4 về sức nóng với thời gian 12,38 giây, Đại hội Thể thao Đoàn kết Hồi giáo 2017 (100 m)  và Jeux de la Francophonie 2017 (100 và 200 mét)  mà không lọt vào trận chung kết.
Thời gian tốt nhất cá nhân của cô là 12,08 giây trong 100 mét, đạt được vào tháng 4 năm 2014 tại Abidjan; và 24,90 giây trong 200 mét, đạt được tại Thế vận hội Đoàn kết Hồi giáo 2017 ở Baku.